# Борґово
Борґово (пол. Borgowo, нім. Bitterfeld) — село в Польщі, у гміні Сьрем Сьремського повіту Великопольського воєводства.
Населення — 131 особа (2011).
У 1975-1998 роках село належало до Познанського воєводства.

## Демографія
Демографічна структура станом на 31 березня 2011 року:
|          | Загалом | Допрацездатний вік | Працездатний вік | Постпрацездатний вік |
| -------- | ------- | ------------------ | ---------------- | -------------------- |
| Чоловіки | 65      | 16                 | 46               | 3                    |
| Жінки    | 66      | 14                 | 42               | 10                   |
| Разом    | 131     | 30                 | 88               | 13                   |